# Càrrega viral

Durant les primeres setmanes d'infecció per HIV, el virus pot arribar a 1 milió de còpies per ml, però poc després es redueix per prop de 1.000/ml i comença a pujar més lentament. A mesura que passen els anys, la càrrega sobrepassa els 100.000/ml i els primers símptomes poden començar a aparèixer. El risc a l'organisme depèn de la taxa de CD4+, considerant-se vulnerable per sota de 200.

La càrrega viral és una estimació de la quantitat de virus present en una mostra de líquid corporal. Com a exemple, la quantitat d'ARN viral present en una mostra de plasma sanguini pot servir per estimar quants virus hi ha a l'organisme i quin impacte tindran en la salut del pacient. Les proves de càrrega viral més comunes són per al HIV tipus 1, citomegalovirus, virus de la hepatitis B i virus de la hepatitis C.

## Utilització
La càrrega viral és un examen de tipus quantitatiu, més precís que no de tipus qualitatius com ara la PCR, que serveix només per a detectar la presència d'un àcid nucleic (p. ex. ADN) (viral i no viral) específic en una determinada mostra.
Mitjançant exàmens regulars de càrrega viral és possible verificar l'estadi d'una malaltia i l'eficiència d'un tractament. Com major sigui la càrrega viral, més probable és que els símptomes apareguin i causin problemes. Els exàmens regulars permeten verificar si un tractament està essent eficaç en cas que hi hagi una disminució significativa de la càrrega viral i es mantingui la càrrega viral pròxima la zero en els mesos posteriors.
Atès que es tracta amb grans nombres, es mesura en escala exponencial o logarítmica de 10, així: 10 = log1 = 10 elevat a 1; 100 = log2 = 10 elevat a 2; 1000 = log3 = 10 elevat a 3... 10.000.000 = log7 = 10 elevat a 7. D'aquesta forma, el logaritme en base 10 mesura aproximadament el «nombre de zeros» en un recompte.